# 工藤正廣
工藤 正廣（工藤 正広、くどう まさひろ、1943年5月5日 - ）は、日本のロシア文学者、詩人、翻訳家。北海道大学名誉教授。元・公益財団法人北海道文学館理事長。現・北海道立文学館館長（2023年3月現在）。
津軽方言を用いた詩を書くほか、ボリス・パステルナークの詩を多く翻訳、研究した。専門はロシア文学・ポーランド文学。文芸誌『同時代』（同人。

## 経歴
青森県黒石生まれ。北海道大学文学部露文科を卒業し、東京外国語大学大学院スラブ系言語修士課程を修了。大学院在学中にロープシン『蒼ざめた馬』『漆黒の馬』の翻訳を手がけ、頭角をあらわす。1976年、モスクワ大学へ留学。札幌の同人誌『黎（）』に客員として参加して評論、創作を発表しながら、ロシア文学を翻訳。1978年から1983年までは同人誌『オリザ』全9号を主宰。1984年、北海道大学言語文化部助教授就任、のちに教授。2007年定年退職、同大学名誉教授。
1993年『ロシア・詩的言語の未来を読む : 現代詩1917-1991』で第27回北海道新聞文学賞を、2021年『チェーホフの山』で第75回毎日出版文化賞特別賞を受賞。小熊秀雄賞、北海道新聞文学賞の選考委員を務める。2014年より公益財団法人北海道文学館第5代理事長を務め（後任は平原一良）、同財団が管理運営を受託する北海道立文学館の館長を前任の池澤夏樹から2018年に引き継いだ。

## 著書
- 『桜桃の村にむけて』（創映出版） 1972年
- 『パステルナークの詩の庭で : 工藤正広試論集』（白馬書房） 1976年
- 『眠る故郷 : 工藤正広作品集』（白馬書房、白夜叢書） 1980年
- 『ゆめ雪』（白馬書房） 1982年
- 『パステルナーク研究 詩人の夏』（北海道大学図書刊行会） 1988年
- 『新サハリン紀行』（風媒社） 1990年
- 『ドクトル・ジバゴ論攷』（北海道大学図書刊行会） 1990年 ISBN 978-4-8329-5371-0
- 『ロシア・詩的言語の未来を読む 現代詩1917-1991』（北海道大学図書刊行会） 1993年 ISBN 978-4-8329-5581-3
- 『なつかしい終わりと始まり ぼくの<津軽>方言詩』（津軽書房） 1997年
- 『ロシアの恋 1953-1991年 : 工藤正廣詩集』（未知谷） 2001年
- 『Tsugaru : 物語の声・文体論レッスン』（未知谷） 2001年
- 『籾と先生』（緑の笛豆本の会） 2002年
- 『片歌紀行 : 今に生きる建部綾足』（未知谷） 2005年
- 『“秋田雨雀”紀行 1905～1908』（津軽書房） 2008年
- 『永遠と軛 : ボリース・パステルナーク評伝詩集』（未知谷） 2015年
- 『アリョーシャ年代記 春の夕べ』（未知谷） 2019年
- 『いのちの谷間 : アリョーシャ年代記2』（未知谷） 2019年
- 『雲のかたみに : アリョーシャ年代記3』（未知谷） 2019年
- 『郷愁 : みちのくの西行』（未知谷） 2020年
- 『西行抄 : 恣撰評釈72首』（未知谷） 2020年
- 『チェーホフの山』（未知谷） 2020年 ISBN 978-4-89642-626-7
- 『〈降誕祭の星〉作戦　ジヴァゴ周遊の旅』（未知谷） 2021年
- 『1187年の西行：旅の終わりに』（未知谷） 2022年
- 『ポーランディア：最後の夏に』（未知谷） 2022年
- 『没落と愛 2023』（未知谷） 2023年
- 『幻影と人生 2024』（未知谷） 2024年
- 『ユゼフ・ローザノフ：青春の終わりに』（未知谷） 2024年
- 『詩人西行：終わりと始まり』（未知谷） 2025年

## 翻訳
- 『蒼ざめた馬』（ロープシン、晶文社、晶文選書） 1967年
- 『漆黒の馬』（ロープシン、晶文社、晶文選書） 1968年
- 『愛』（ユーリイ・オレーシャ、晶文社） 1971年、のち各・新版
- 『機械と狼』（ボリス・ピリニャーク、川端香男里共訳、白水社） 1973年
- 『日は鉄格子に昇る』（ミハイル・ジョーミン、講談社） 1976年
- 『星の切符』（アクショーノフ、学習研究社、世界文学全集42） 1979年
- 『パステルナーク 詩人の愛』（オリガ・イヴィンスカヤ、新潮社） 1982年
- 『憂国』（アレクサンドル・レベジ、工藤精一郎, 佐藤優, 黒岩幸子共訳、徳間書店） 1997年
- 『シャーマンとヴィーナス』（ヴェリミール・フレーブニコフ、未知谷） 2003年
- 『中二階のある家 : ある画家の物語』（アントン・チェーホフ、未知谷） 2004年
- 『夕べ（ヴェーチェル）』（アンナ・アフマートヴァ、未知谷） 2009年

### ボリース・パステルナーク
- 『晴れようとき パステルナーク詩集 1956～1959』（響文社） 1984年
- 『パステルナーク詩集』（小沢書店、双書・20世紀の詩人） 1994年
- 『わが妹人生 1917年夏 : ボリース・パステルナーク詩集』（未知谷） 2000年
- 『バリエール越え : ボリース・パステルナーク詩集 1914-1916』（未知谷） 2002年
- 『初期1912-1914 あるいは処女詩集から』（パステルナーク、未知谷） 2002年
- 『早朝列車で : ボリース・パステルナーク詩集 1936-1944』（未知谷） 2004年
- 『第二誕生 : ボリース・パステルナーク詩集 1930-1931』（未知谷） 2006年
- 『主題と変奏 : ボリース・パステルナーク詩集 1916-1922』（未知谷） 2008年
- 『リュヴェルスの少女時代』（パステルナーク、未知谷） 2010年
- 『物語』（パステルナーク、未知谷） 2010年
- 『パステルナーク全抒情詩集』（未知谷） 2011年
- 『ドクトル・ジヴァゴ』（パステルナーク、未知谷） 2013年 ISBN 978-4-89642-403-4